# Markisatet Finale
Markisatet Finale var en italiensk statsbildning i vad som nu är Ligurien. Det bildades 967 när Otto I donerade området till Aleram, vars släkt sedan styrde området fram till 1600-talet då det uppgick i Spanien. Länge var staten del av det Tysk-romerska riket. Under stora delar av dess historia var Finale tvunget att kämpa för sin självständighet gentemot Genua, vilka under 1400-talet erövrade hela markisatet för en kort tid innan markisatet återigen återvann sin självständighet. Sedan kunde markisatet behålla sin självständighet under resten av 1400-talet och 1500-talet, men upplevde interna stridigheter, delvis underblåsta av Spanien som ville ta kontroll över den sista hamnen i Ligurien som inte stod under kontroll av Genua. 1598 sålde den sista markisen området till den spanske kungen Filip II, ett avtal som trädde i kraft efter markisens död 1602. Spanska tronföljdskriget innebar att markisatet såldes till Genua 1713.